# Xylophagus ater
Xylophagus ater is een vliegensoort uit de familie van de houtvliegen (Xylophagidae). De wetenschappelijke naam van de soort is voor het eerst geldig gepubliceerd in 1804 door Meigen.

## Uiterlijk
De vlieg heeft een smal, langwerpig, cilindrisch lichaam en kan 8 tot 15 mm lang worden. De vleugels zijn doorzichtig met, vooral bij de vrouwtjes, donkere vlekken langs de dwarsaders. De halters zijn helder wit en vrij groot en de pootjes zijn roodbruin en meestal naar het einde toe donkerder. Het mesonotum (een deel van het borststuk) is bij mannetjes glimmend zwart en heeft bij vrouwtjes drie brede lichtere lengte strepen. De kop is ovaal en gedeeltelijk grijs gestoven. De vlieg lijkt sterk op andere vertegenwoordigers van het geslacht Xylophagus maar kan onderscheiden  worden van de andere soorten doordat ze een langer eerste antennesegment hebben. De soort kan op het eerste gezicht ook aangezien worden voor een sluipwesp door de trillende onrustige manier van lopen maar sluipwespen die hebben duidelijk langere antennes.

## Leefwijze
Volwassen dieren leven niet lang en kunnen in mei waargenomen worden. De vrouwtjes leggen eitjes in rottend hout met hun bewegelijke ovipositor (legboor).
De larve leeft in het hout en onder schors waar hij jaagt op larven van boktorren en vuurkevers. De larve heeft een opvallend roodbruin puntig achterlijf. Verpopping vindt eind april plaats.

## leefgebied
De soort komt algemeen voor in centraal en noord Europa.

## Afbeeldingen

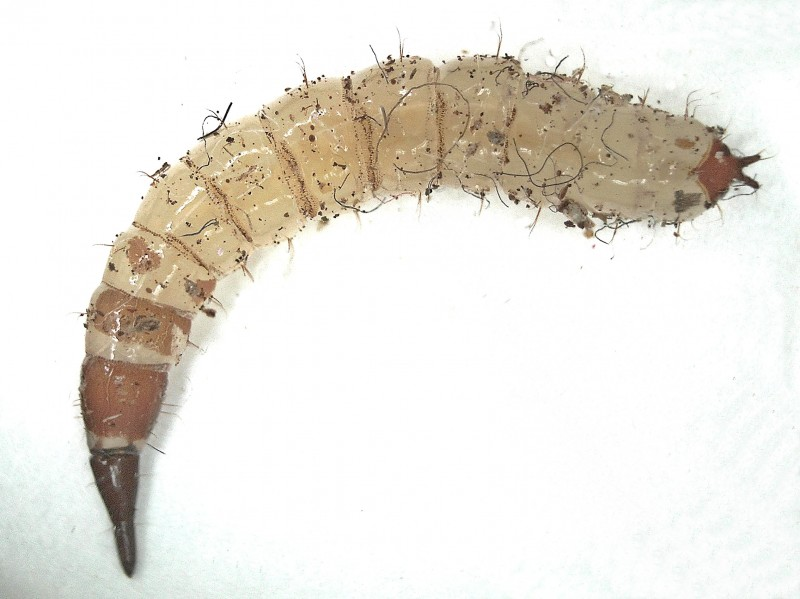
larve
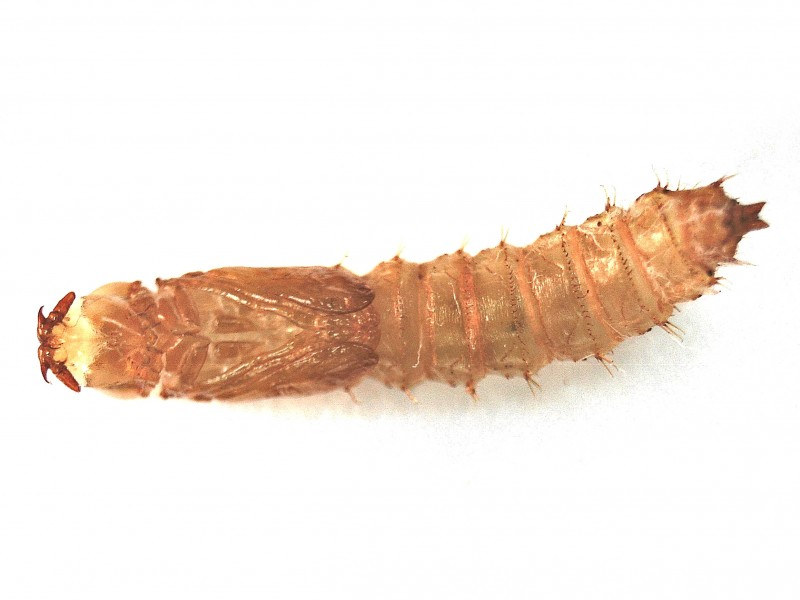
pop
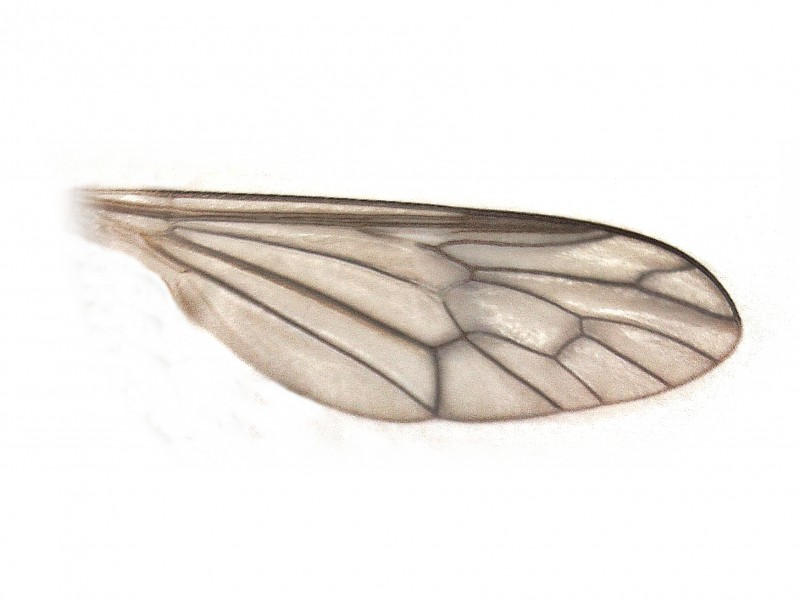
vleugeladering
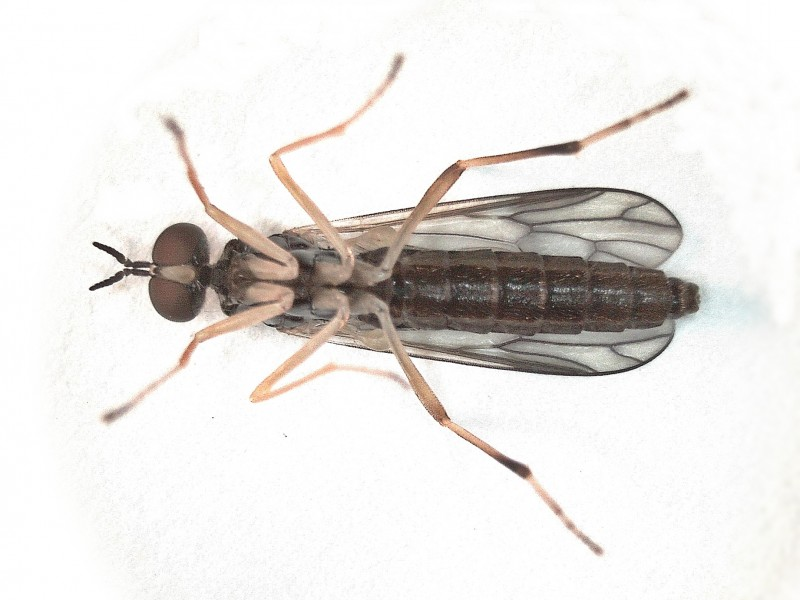
onderkant